# Schola Pietatis Antonio Vivaldi
Schola Pietatis Antonio Vivaldi („Vivaldi’s Women“) ist ein britisches Frauenensemble von Sängerinnen und Spielerinnen.

## Das Konzept
Das Ensemble wurde vom Musikwissenschaftler und Chorleiter Richard Vendome gegründet. Ziel des Ensembles ist es, den Klang der Figlie di Choro des Ospedale della Pietà in Venedig wieder zu erschaffen. In ihm wirken ehemalige und gegenwärtige Sängerinnen des Oxford Girls’ Choir mit. Die Sängerinnen führen die Stimmlagen von Sopran bis Bass aus. Die Instrumentalistinnen spielen auf historischen Instrumenten im venezianischen Stimmton von 440 Hz.

## Wirken
2005 nahm das Ensemble das „Gloria“ und andere Werke von Antonio Vivaldi für das BBC auf. Der Film „Vivaldi’s Women“ gewann 2007 eine Goldmedaille in der Kategorie „Best Documentary on a Music Subject“ beim Park City Film Music Festival in Salt Lake City. 2007 trat der Chor in Antwerpen, Utrecht, London und Bristol mit dem Orchestra of the Age of Enlightenment auf. Es wurden Aufnahmen durch NPO Radio 4 und BBC Radio 3 übertragen.

## Tondokumente
- Vivaldi’s Women. Antonio Vivaldi: Gloria (RV 589), Juditha Triumphans (RV 644), In Exitu Israel (RV 604). MP3 bei Amazon Music.

## Videodokumente
- Vivaldi’s Women. Antonio Vivaldi: Gloria (RV 589), Juditha Triumphans (RV 644), In Exitu Israel (RV 604). DVD 2010.